# Bonguéra
Bonguéra  è una città e sottoprefettura della Costa d'Avorio appartenente al dipartimento di M'Bahiakro. Conta una popolazione di 18 560 abitanti (censimento 2014).